# Cold Fever
Cold Fever (conocida en español como Fiebre helada), es una película de carretera y drama islandesa dirigida por Friðrik Þór Friðriksson en 1995. 

## Reparto completo
- Masatoshi Nagase: Hirata.
- Lili Taylor: Jill.
- Fisher Stevens: Jack.
- Gísli Halldórsson: Siggi.
- Seijun Suzuki: Abuelo.
- Laura Huges: Laura.
- Jóhannes B. Guðmundsson: Anciano.
- Bríet Héðinsdóttir: Anciana.
- Guðmundur Karl Sigurdórsson: Huésped en Thorrablot (sin crédito).
- Magnús Ólafsson:
- Rúrik Haraldsson:
- Flosi Ólafsson:
- Ari Matthíasson:
- Álfrún Örnólfsdóttir:
- Hallbjörn Hjartarson:
- Katrín Ólafsdóttir:
- Jóhannes Grínari:

## Trama
Hirata (Masatoshi Nagase), un exitoso hombre de negocios japonés que decide tomarse unas vacaciones de dos semanas en Hawái tiene que cambiar sus planes cuando su abuelo (Seijun Suzuki) le recuerda que debería ir a Islandia donde los padres de Hirata habían fallecido hace muchos años y llevar a cabo una ceremonia en el río donde encontraron su muerte.

Obligado por la tradición japonesa, para obtener paz los ahogados deben ser alimentados por los miembros de la familia sobreviviente. Así, Hirata viaja a Islandia donde se encuentra con varios personajes extraños en su camino desde Reikiavik hasta el río: una mujer que le vende un auto roto que sólo sintoniza una sola estación de radio, una mujer que colecciona fotografías de funerales, dos viajeros estadounidenses (Lili Taylor and Fisher Stevens) y un anciano (Gísli Halldórsson) que le enseña a Hirata cómo beber el abrevado alcohólico más potente de Islandia.

## Crítica
A pesar de los graciosos personajes y la impredecible trama, la cinematografía es la protagonista de este filme: en Cold Fever, Friðriksson recurre al paisaje islandés en tomas de pantalla completa para destacar su belleza a través de las imágenes de glaciares, ríos y patrones geográficos de consistencia interrumpidos por formaciones volcánicas. Las escenas en Japón fueron filmadas con un formato de televisión de 1.33:1, mientras que en Islandia la pantalla aumenta hasta 2.35:1.

El significado de Cold Fever es que mientras más se luche por nuestros objetivos, más valiosos serán los resultados obtenidos y que en la mayor parte del tiempo, las experiencias más gratificantes no han sido planeadas, sino que han surgido de improviso.

## Comentarios
Primera road movie y la primera película de Friðriksson con preponderancia del idioma inglés.
El coche que es utilizado por el protagonista para viajar es un Citroën DS rojo.

## Créditos
- Puesta en escena: Jim Stark and Friðrik Þór Friðriksson.
- Co-productor: George Gund III.
- Productor ejecutivo: Reinhard Brundig, Peter Aalbæk Jensen, and Christa Saredi.
- Productor en línea: Ari Kristinsson.
- Diseño de producción: Árni Páll Jóhannsson.
- Diseño de sonido: Kjartan Kjartansson.
- Edición de sonido: Ingvar Lundberg.
- Participación de Þeyr con “Killer Boogie”.
- Manager de producción: Inga Björk Sólnes.
- Iluminación: Andreas Burkhard.
- Operador de generador: Eggert Einarsson.
- Fotografía fija: Mark Higashino.
- Supervisor de guion: Inga Lísa Middleton.
- Gradación de color: Petra Schütt.
- Apoyo financiero: Film Fond of Hamburg.